# Полянка (Гродненская область)
Поля́нка (бел. Паля́нка) — хутор в Сморгонском районе Гродненской области Белоруссии. Входит в состав Вишневского сельсовета, до 2016 года входил в состав Войстомского сельсовета.
Расположен в восточной части района. Расстояние до районного центра Сморгонь по автодороге — около 15,5 км, до центра сельсовета агрогородка Войстом по прямой — чуть более 7 км. Ближайшие населённые пункты — Заболотье, Острово, Угляны. Площадь занимаемой территории составляет 0,0145 км², протяжённость границ 470 м.

## Название
Название говорит о том, что хутор был основан на поляне — открытом участке земли в лесу, имеющим естественное или искусственное происхождение.

## История
В 1865 году Полянка числилась как застенок в составе Беницкой волости Ошмянского уезда Виленской губернии насчитывала 2 ревизских души. Входила в состав имения Залесье Огинских.
После Советско-польской войны, завершившейся Рижским договором, в 1921 году Западная Белоруссия отошла к Польской Республике и Полянка была включена в состав новообразованной сельской гмины Войстом Свенцянского повета Виленского воеводства. 1 января 1926 года гмина Войстом была переведена в состав Вилейского повета.
В 1938 году Полянка насчитывала 2 дыма (двора) и 10 душ.
В 1939 году, согласно секретному протоколу, заключённому между СССР и Германией, Западная Белоруссия оказалась в сфере интересов советского государства и её территорию заняли войска Красной армии. Хутор вошёл в состав новообразованного Сморгонского района Вилейской области БССР. После реорганизации административного-территориального деления БССР хутор был включён в состав новой Молодечненской области в 1944 году. В 1960 году, ввиду новой организации административно-территориального деления и упразднения Молодечненской области, Полянка вошла в состав Гродненской области.

## Население
| 1938 | 1999 | 2009 |
| ---- | ---- | ---- |
| 10   | 2    | 0    |

## Транспорт
Вдоль южной границы Полянки проходит автомобильная дорога местного значения Н6143 Острово — Заболотье.